# قضية زينب رضوان

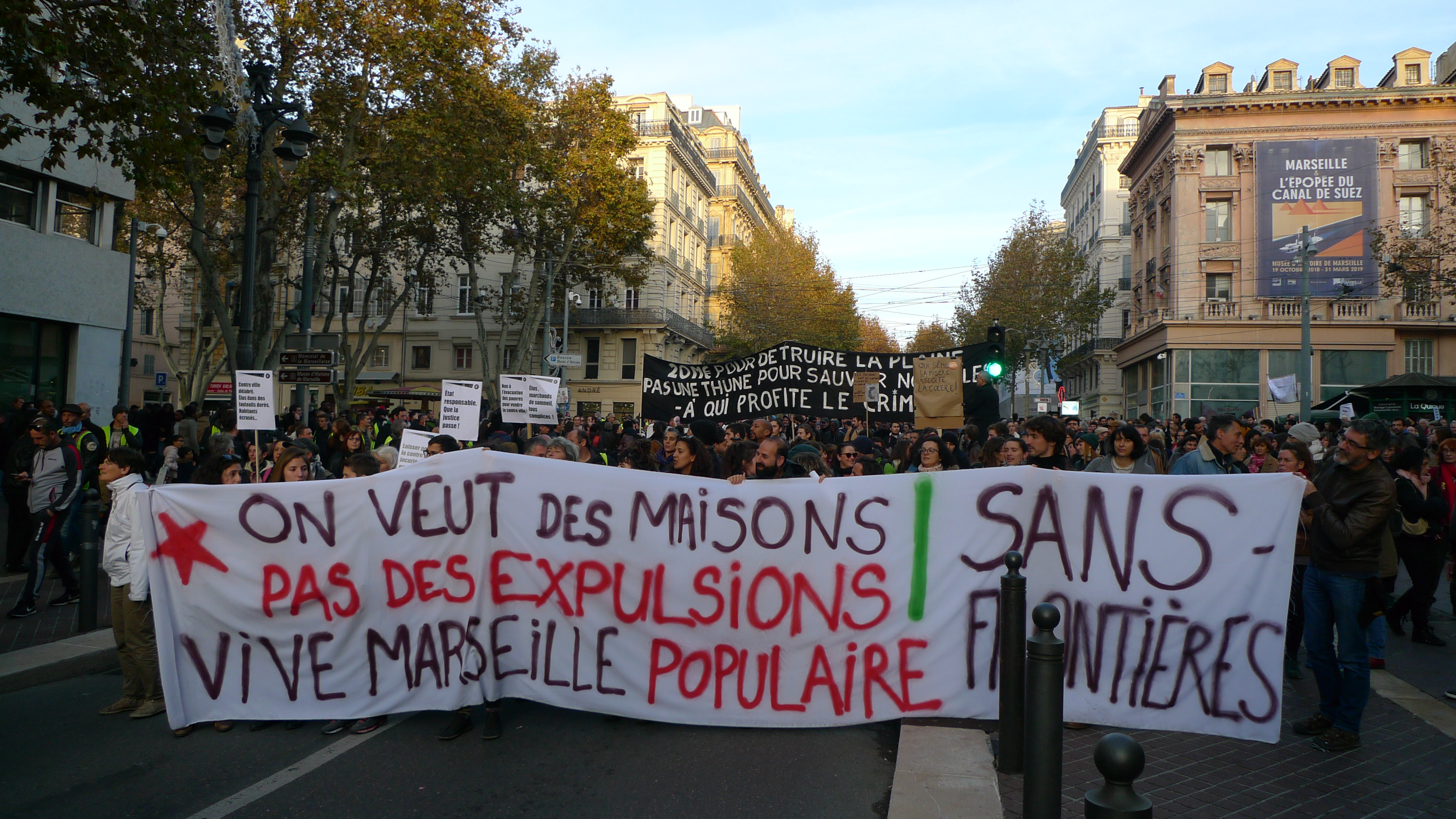
موكب احنجاجات 11 ديسمبر.

قضية زينب رضوان هي قضية قانونية فرنسية مرتبطة بوفاة جزائرية في مرسيليا يوم 2 ديسمبر 2018، بعد أن أصيبت في اليوم السابق في منزلها بالطابق الرابع بقنبلة غاز مسيل للدموع أطلقت من قبل الشرطة أثناء الفصل الثالث من حركة سترات صفراء. وبحسب عدة شهود فان الشرطة استهدفتها.

## نبذة
تم فتح تحقيق أولي فرنسي في هذا الموت يوم 4 ديسمبر 2018 وتحقيق جزائري يوم 25 ديسمبر. انتقد التحقيق الفرنسي من قبل جزء من الجمهور بسبب غموضه، وتغطية الأدلة، وتشريح الجثة المتنازع عليه الذي يستند إليه.

## أحداث
زينب رضوان، من الجنسية الجزائرية، مقيمة في فرنسا منذ الثمانينات، ولدت في يوليو 1938 في تونس. وهي أم لستة أطفال. وقد وصفتها بعض وسائل الإعلام أحيانًا بأن صحتها ضعيفة.
في يوم 01 ديسمبر 2018, تم تنظيم أحتجاجات في مرسيليا بناءا على دعوة السترات الصفراء، الناشطين، الأحزاب البيئية  والكنفدرالية العامة للشغل. قبل الساعة 19 بقليل, مر الموكب في شارع دي فويلانتس اين تعيش زينب رضوان في الطابق الرابع في مبنى يقع في 12 من هذا الشارع. بينما كانت تغلق النوافذ لتجنب أبخرة قنابل الغاز المسيل للدموع، تتلقت رمية في الوجه. وبحسب عدة شهود، فان الشرطة استهدفتها. عندما اتصلت بها ابنتها بالهاتف، قالت ان والدتها أخبرتها: «الشرطي استهدفني، انا رايته».
تم علاجها في مستشفى تيمون ثم مستشفى الحمل حيث توفيت في اليوم التالي، في غرفة العمليات ، بسبب سكتة قلبية.
تم العثور على كبسولتين من عشرة غرامات من الغاز المسيل للدموع في منزلها، ألقيت بواسطة قنابل MP7.
دفنت زينب رضوان يوم 25 ديسمبر 2018 في بئر خادم بالجزائر.

## التحقيقات
في 3 ديسمبر 2018، قال المدعي العام، خافيير طرابيو، للإذاعة إن زينب رضوان توفي «بصدمة عملية». ووفقًا له، «لا يمكننا تحديد صلة سببية بين الإصابة والوفاة». في نفس اليوم، تم إجراء تشريح للجثة في مستشفى تيمون. ويلاحظ وجود «صدمة شديدة في الوجه، مع كسور في كل من النصف الأيمن، وكسور في الأضلاع» وكذلك «وذمة رئوية حادة». لا يحكم اختصاصي الطب الشرعي مباشرة في سبب الوفاة، لكنه يشير إلى التاريخ الطبي لزينب رضوان. فتح تحقيق مبدئي في مرسيليا في 4 ديسمبر. يفتتح المدعي العام في الجزائر تحقيقا أوليا في الخامس والعشرين من الشهر نفسه ويتم تشريح جثة آخر في نفس اليوم في مستشفى مصطفى باشا. نشر موقع لوميديا على الإنترنت تقريرًا في 1 يوليو 2019: خلص تشريح الجثة إلى أن صدمة الوجه «تعزى إلى تأثير قذيفة غير مخترقة [...] ، والتي يمكن أن تتوافق مع علبة غاز مسيل للدموع» وأنه هو «المسؤول المباشر عن الوفاة بسبب تفاقم الحالة السابقة للمتوفى»
بعد التغطية الإعلامية لوفاتها، أصبحت زينب رضوان رمزًا لمحاربة عنف الشرطة. يعتبرها النشطاء المناهضين للعنصرية دليلا إضافيا على عنصرية الشرطة.

## انظر كذلك
- قضية أداما تراوري
- دينيس روبرت